# Le Mariage à la mode (film)
Pour plus de détails, voir Fiche technique et Distribution.
Le Mariage à la mode est un film français réalisé par Michel Mardore, sorti en 1973, adaptation de son roman éponyme.

## Synopsis
L'histoire débute à Lyon, par un adultère anodin. Ariel, qui s'ennuie avec Paul, un mari journaliste et bourgeois, tombe amoureuse d'une sorte de hippie, Jean-Michel, un jeune homme aux cheveux longs et aux idées contestataires, et qui vit en marge de la société. Jean-Michel refuse d'accepter ce partage qu'il assimile aux pires hypocrisies bourgeoises. Il quitte Lyon. Ariel le rejoint à Paris et provoque Paul jusqu'à la rupture.
Ariel est une femme moderne, jalouse de son indépendance et toujours prête à lâcher la proie pour l'ombre, mais Jean-Michel imagine consolider le couple en créant artificiellement de la tension entre eux. Ariel séduit d'abord une dame quadragénaire, directrice d'une agence de cover-girls. Puis elle retourne à Lyon et rencontre un homme, le raconte à Jean-Michel qui l'incite à avoir d'autres aventures. Ariel se rend alors en Tunisie et rencontre Richard, le moniteur d'un club, garçon hâbleur qui la séduit par sa sincérité. De son côté, Jean-Michel, terrassé par une douleur soudaine, passe quelque temps à l'hôpital. Dès que Jean-Michel retrouve Ariel, il la pousse à quitter Richard. Ce faisant, il consomme sa perte. Le couple s'effritera d'une manière irrémédiable.

## Fiche technique
- Titre français : Le Mariage à la mode
- Réalisation : Michel Mardore
- Scénario : Michel Mardore, adaptation de son roman éponyme
- Chef opérateur : Alain Derobe
- Son : Alain Sempé
- Musique : Philippe Sarde
- Montage : Anne-Marie Deshayes
- Assistants réalisateur : Gérard Mordillat, Denis Epstein
- Attachée de presse: Luciène Mardore
- Affichiste: René Ferracci
- Photographe de plateau: Michel Mardore
- Production : Véra Belmont, René Pignières, Michel Mardore
- Sociétés de production : Nadja Films, Stephan Films, SNC
- Pays d'origine :  France
- Format : couleur - 35 mm - 1,66:1 - Mono
- Genre : comédie dramatique,  comédie de mœurs
- Durée : 105 minutes
- Visa : 41388
- Date de sortie : 20 septembre 1973
- Tournage: Paris, Lyon, Tunisie
- Affiche : Jacques Vaissier (France)

## Distribution
- Catherine Jourdan : Ariel
- Yves Beneyton : Jean-Michel
- Gilles Segal : Paul
- Clotilde Joano : la lesbienne
- Geraldine Chaplin : Marie des Anges
- Julian Negulesco : Richard
- Philippe Clévenot : Don Juan dans Don Juan et Faust
- Maurice Bénichou : Leporello dans Don Juan et Faust
- Jacqueline Danno : l'agent de Cover girls
- Jacques Lalande : le grand patron de l'hôpital
- Jean-Jacques Moreau : le journaliste ennemi de Planchon
- Nathalie Zeiger : la fille de théâtre
- Sylvette Cabrisseau : l'infirmière de Don Juan et Faust
- Bernard Geneste : le contremaître d'usine
- Philippe Gueroult : le photographe-ami de Jean-Michel
- Linda Gutenberg : la ménagère du supermarché
- Anne Iacta : la fille nue aux colliers
- Anne Simons : une ouvrière d'usine
- Françoise Vercruyssen : Lisette dans Don Juan et Faust

## Critiques
« En fait, il n'y a pas d'audace dans Le Mariage à la mode. Il y a bien plus que cela : de contradictions apparentes naît une belle unité. Michel Mardore peint un éternel féminin aussi changeant que logique dans son comportement. Ce goût du bonheur éclate dans un film constamment sain, constamment humain. Que l'on y sente parfois grincer des dents, bien sûr : le sel de la terre a le goût du citron vert. »

— Guy Allombert, La Revue du cinéma n°278, novembre 1973.

« Le second film de Michel Mardore est un régal pour les amateurs de cinéma moderne, dans un genre que l'on croyait usé et sclérosé, le film psychologique à la française.[...] Michel Mardore se sort avec élégance des pièges de la littérature récitée. Ses dialogues coulent avec limpidité, fort bien servis, par des acteurs à la diction irréprochable. C'est dire toute la richesse de ce film, au cours duquel Michel Mardore se pose en peintre raffiné d'un monde moderne hanté par les valeurs d'argent, le parisianisme, la révolte contre les préjugés, la libération de la femme. Un film au cours duquel Michel Mardore ne pose jamais un regard de moraliste. Il ne juge pas, il n'impose aucune thèse. Il ne veut pas résoudre les questions que les spectateurs se posent. Nous lui en savons gré. »

— Raymond Lefèvre, Cinéma 73, n°181, novembre 1973.

« Michel Mardore est le cinéaste de la discrétion par excellence, mais encore de la calme autorité dans le genre qu'il a choisi et dont il s'est fait le spécialiste: l'étude des mœurs. On sent le réalisateur parfaitement à l'aise. De plus, servi par des acteurs qu'il a façonnés, pliés à son univers et à ses préoccupations, il impose une ambiance fort personnelle, un style un peu froid certes, mais parfaitement maïtrisé. Son film peut être accueilli avec des sentiments divers, aussi divers que ses personnages d'ailleurs, mais il faut en reconnaître le caractère. Il se pourrait bien que Michel mardore soit le François Truffaut de demain. »

— Éric Leguèbe,  Le Parisien libéré, 23 octobre 1973

« Pour sa rentrée au cinéma, Catherine Jourdan a eu beaucoup de chance de se voir offrir le rôle d'Ariel. Elle y montre une sensibilité d'écorchée vive et aussi une agressivité émouvante. Yves Beneyton est son amant avec toute la désinvolture désirable. Un désinvolture de façade, qui vaut pour le personnage, pour le film et sans doute aussi pour l'auteur. »

— Robert Chazal,  France-soir, 26 septembre 1973

« Au-delà de sa mise en scène alerte, rythmée et fourmillant d’idées d’esthète, on découvre chez Mardore une jolie sensibilité à l’égard des décors parisiens, le coup d’œil d’un poète et un amour des lumières dorées que Alain Derobe semble ressentir à l’unisson, sa photo reflétant tout à fait ce parti pris d’image feutrée chère à l’auteur. Ce raffinement un peu sophistiqué n’étant pas de toutes les modes risque d’agacer ceux qui voudraient limiter la profondeur, le sérieux ou l’éloge du cœur, aux seules révoltes formelles. C’est justement ce petit esprit-là qu’il faut étouffer, et c’est à ce niveau qu’il convient de combattre "la mode " et voir (de toute urgence) le film de Michel Mardore. »

— Henry Chapier,  Combat, 22 septembre 1973

« A l’égard d’un tel sujet (un couple qui se dégrade parce que le mari joue les libéraux et que la femme se laisse prendre à son jeu), la plupart des cinéastes français adopteraient une attitude condescendante et moralisatrice : voyez comment deux petits crétins bousillent leur bonheur et prenez-en de la graine. Mardore, lui, ne donne pas de leçon. Il regarde. Et comme il est un véritable auteur, un vrai créateur, ce regard est fertile : il se passe beaucoup de choses parallèlement à l’anecdote ; un entrelacs de coups d’œil, de sourires furtifs et de demi-mots qui confèrent une grande densité à ces frêles aventures psychologiques et leur donnent une portée générale. »

— Pierre Ajame,  Le Nouvel Observateur, 1er octobre 1973

« Le couple Ariel/Jean-Michel exprime donc, plutôt que le triomphe ou l’échec d’une nouvelle philosophie de l’amour, le malaise, la difficulté qu’il y a à vivre libres et sincères pour le jeunes d’aujourd’hui, et surtout combien leur assurance et leur cynisme peut cacher de désarroi et de vulnérabilité. Ce que Catherine Jourdan, petit animal frémissant sous la caresse de la main et de la caméra, et Yves Beneyton, admirable nature qui semble sortir son personnage et ses dialogues du plus profond de lui-même, incarnent admirablement dans un film neuf et personnel qui confirme amplement les promesses du premier, et la patte d’un auteur. »

— Guy Braucourt, Les Nouvelles littéraires, 27 septembre 1973

« Ce film français a saisi l'air du temps avec une finesse et une justesse inégalées : Michel Mardore (1935-2009), qui fut l'une des plus belles plumes critiques du Nouvel Obs de 1979 à 1986 (où il succéda à Jean-Louis Bory) adapte l'un de ses propres romans, paru en 1970, et tente d'inventer une nouvelle façon de vivre l'amour. Dans la foulée de Mai 68, la mode est à la liberté du couple : mariages « ouverts », tentations à trois, partage des sentiments. On se réfère à Charles Fourier, inventeur du phalanstère et ardent propagateur du « nouveau monde amoureux ». C'est là qu'intervient, avec malice, Michel Mardore.[...] Réalisé avec passion, le film prend un relief inattendu, plus de quarante ans après: en ce temps-là, on savait rêver. »

— François Forestier, L'Obs n°2650, 20 août 2015

« Comme beaucoup de critiques aux cahiers du cinéma des années 1950 et 1960, Michel Mardore succomba à la tentation de la caméra. Mais à la différence d'un Truffaut, son œuvre de réalisateur se limita à deux films, injustement oubliés. (...) Le Mariage à la mode (1973) évoque Rohmer (l'élégance classique de la mise en scène, le style littéraire des dialogues) et, surtout, Eustache, par sa dimension autobiographique et son sujet: l'utopie de l'amour libre et ses désillusions dans la France post-mai 68. (...) Nul mépris pourtant à l'égard de ces personnages dont le cynisme affiché masque une fragilité touchante »

— Samuel Douhaire, Télérama n°3426, 9 septembre 2015

## Le film vu par son auteur
« Ce scénario a été tiré d'un roman que j'avais publié en 1970 aux éditions Denoël. C'était pour moi le prototype du « roman d'analyse » à la française. Je voulais ce roman purement narratif et « réflexif ». Les gens se sont mépris sur ce livre. Ils ont cru qu'il s'agissait d'un roman libertin style XVIIIe siècle. Cela m'a beaucoup choqué. J'avais voulu, avant tout, faire une analyse psychologique sociale sérieuse. Certains journaux ont même refusé de publier des publicités sur le roman sous prétexte qu'il s'agissait d'un livre égrillard.(...) Dans le film, je me suis attaché au comportement psychologique des personnages. J'ai évité tout ce qui aurait pu être racoleur. J'ai compris une chose: plus les jeunes gens sont libres, et plus ils sont pudiques. Ils ne sont pas exhibitionnistes. Quand ils sont nus et amoureux, ils agissent avec une simplicité qui supprime toute grivoiserie. »

— Michel Mardore, Entretien avec Gilles Durieux, Unifrance films no 468, août 1973

## Autour du film
Lorsque Jean-Michel propose à Ariel d'écrire une lettre de rupture à Richard et qu'il lui suggère ce qu'elle pourrait lui écrire, il utilise un passage du roman Les Liaisons dangereuses, de Pierre Choderlos de Laclos, reconnaissable en particulier à l'expression répétitive "Ce n'est pas ma faute".